# Coula edulis
Coula edulis es la única especie del género monotípico Coula perteneciente a la familia de las olacáceas. Es un árbol  nativo del oeste tropical de África desde Sierra Leona a Angola. Prefiere regiones tropicales y tolera ligera sombra. Aparece al tope de la fronda; y no tiene requerimientos especiales de suelo.

## Descripción
Es un árbol de hoja perenne, que alcanza un tamaño de 18-20-33 m de altura, se ramifica desde los 3-4-7 m de altura, con copa densa, muy ramificada con 2 m de envergadura, y 0,8 m de diámetro del tronco y  corteza lisa, fina, de color marrón; recortada a marrón pálido, produciendo látex gomoso de color blanquecino en los árboles jóvenes. Hojas en arreglo alternado, simples, 1-3 dm de largo y 4 cm de ancho, con margen entero y ápice acuminado. Flores producidas de abril a junio, verde amarillentas, con 4-5 pétalos.
La nuez es una drupa elipsoidal, de agosto a enero, 3-4 cm de largo, con carnosidad acompañando a la pepita, de 5-6 mm de espesor, suave en textura, rojo o verde. La cubierta de la pepita es extremadamente dura y dificulta la germinación. Las nueces se encuentran usualmente bajo los árboles.

## Ecología
Se encuentra en las selvas caducifolias tropicales de hoja perenne húmedo y (semi-), en el piso inferior, a menudo frecuente o dominante, a menudo en los suelos arcillosos, a una altitud de 1-700 metros. Es confundido con Diogoa zenkeri.

## Taxonomía
Coula edulis fue descrita por Henri Ernest Baillon y publicado en Flora of Tropical Africa 1: 351. 1935.
Sinonimia
- Coula cabrae De Wild. & T.Durand
- Coula utilis S.Moore[3]